# Thorfinn Haraldson
Thorfinn Haraldson (auch Haraldsson) († nach 1201 in Roxburgh Castle) war ein schottischer Adliger.

## Herkunft
Thorfinn war der älteste Sohn von Harald Maddadsson, ob von seiner ersten Frau Affeca, einer Tochter von Duncan, 3. Earl of Fife, oder von seiner Nebenfrau Hvarflod Macheth, ist ungeklärt. Sein Vater herrschte als Jarl von Orkney und Earl of Caithness als halbautonomer Magnat in Nordschottland. Wahrscheinlich kurz vor 1168 hatte sein Vater in bigamer Ehe Hvarflod geheiratet, nachdem er seine erste Frau verstoßen hatte.

## Unterstützung seines Vaters im Kampf gegen den schottischen König

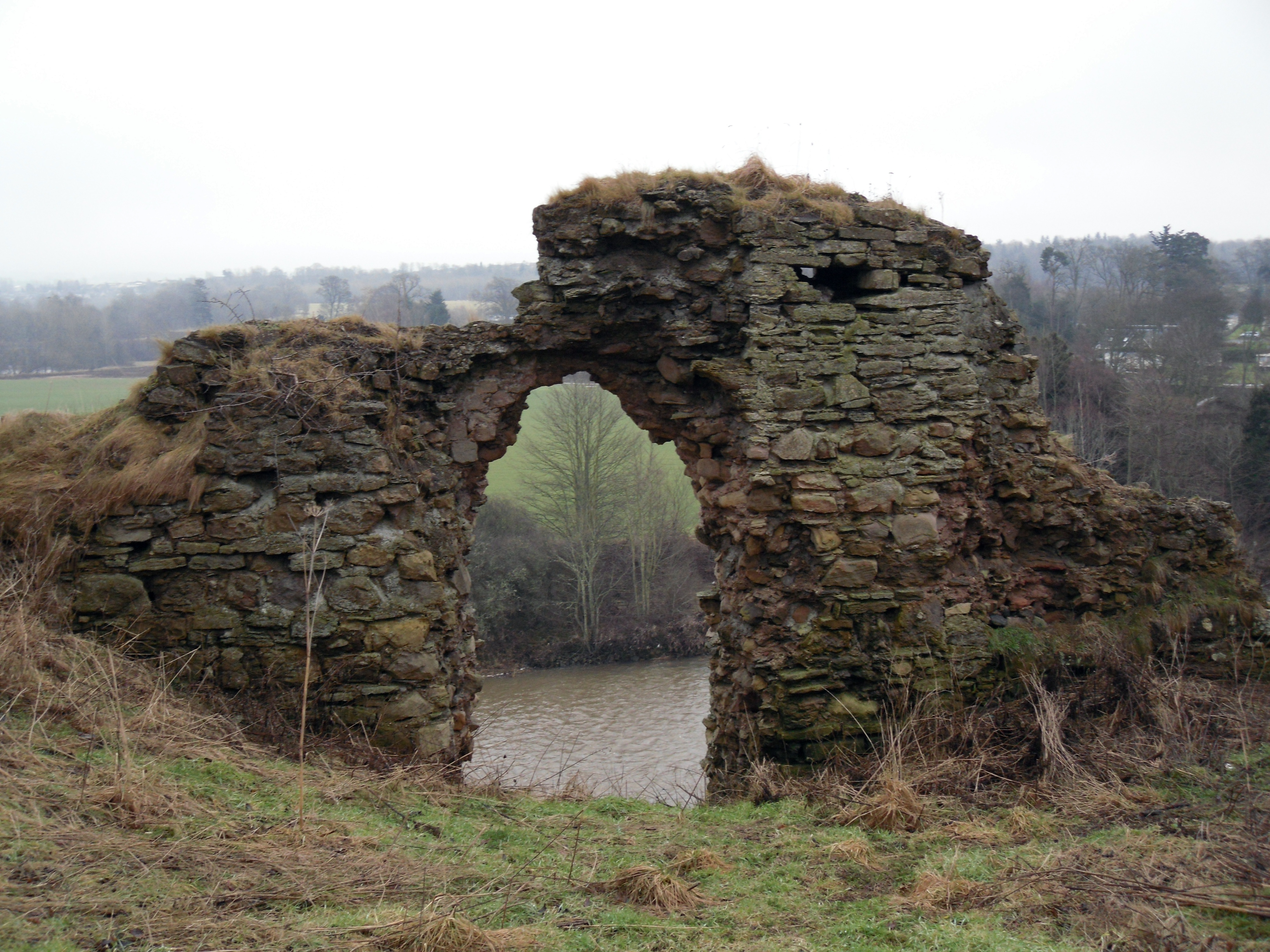
Die Ruinen von Roxburgh Castle, in dessen Kerker Thorfinn vermutlich starb

1196 oder 1197 kam es nahe Inverness zu einer Schlacht zwischen Anhängern des schottischen Königs und den Anhängern eines Ruaridh. Dieser wurde auch Roderick genannt, er war vielleicht ein Nachfahre von Somerled of Argyll und ein Vorfahre der nordwestschottischen Familie der Macruaridhs. Ruaridh wurde von Thorfinn unterstützt. Der Grund für diese Rebellion gegen König Wilhelm I. waren möglicherweise Erbansprüche, die Harald aufgrund seiner Ehe mit Hvarflod auf Besitzungen in Moray erhob. Die Rebellion von Harald führte 1196 oder 1197 zu einem Vergeltungsfeldzug des schottischen Königs. Angesichts der Überlegenheit des königlichen Heeres musste sich Harald ergeben und versprechen, Thorfinn als Geisel zu stellen. Thorfinn widersetzte sich dieser Vereinbarung und setzte die Rebellion fort. Seine Streitmacht erlitt aber bei Inverness eine Niederlage gegen königliche Truppen. Dennoch konnte Harald Thorfinn nicht zur Aufgabe bewegen und musste sich im Herbst 1197 erneut dem König unterwerfen. Er wurde erst nach Edinburgh und dann weiter nach Roxburgh Castle gebracht, worauf sich auch Thorfinn ergab. Daraufhin kam Harald frei, während Thorfinn eingekerkert wurde. Wahrscheinlich wurde er wie sein Vater im südschottischen Roxburgh Castle gefangen gehalten.

## Gefangenschaft und Tod
Nachdem 1201 Männer von Harald Bischof John von Caithness misshandelten und verstümmelten, ließ König Wilhelm Thorfinn blenden und entmannen. Er starb an seinen Verletzungen im Kerker. Seine beiden jüngeren Brüder David und John erbten nach dem Tod ihres Vaters 1206 Caithness und Orkney. Trotz des Schicksals ihres Bruders beteiligten sie sich offenbar nicht an weiteren Rebellionen gegen die schottischen Könige.